# گریتسپیتز
گریتسپیتز (به لاتین: Greitspitz) یک کوه در سوئیس است که در Samnaun واقع شده‌است. گریتسپیتز ۲٬۸۷۱ متر بالاتر از سطح دریا واقع شده‌است.